# Bosso (Niger)
Pour les articles homonymes, voir Bosso.
Bosso est une localité et une commune rurale du Niger, chef-lieu du département de Bosso dans la région de Diffa.

## Géographie
La commune s'étend au sud de Nguigmi, elle est frontalière du Tchad à l'est et du Nigéria au sud.
| Gueskérou, Toumour | Nguigmi |       |
| Gueskérou          | Bosso   | Tchad |
|                    | Nigeria |       |

## Histoire
Bosso est fondée et fortifiée vers 1780 par un chef touareg nommé Aoudou. La chefferie du village est reprise par le fils d’Aoudou, Tar, le fils de Tar, Abdou et enfin en 1906 par le fils d’Abdou, Lossey, qui a pris le titre de Katiella. L’expédition militaire et d'exploration française Mission Foureau-Lamy s’arrête à Bosso le 2 février 1900. 
Depuis 2011, la commune rurale n’appartient plus au département de Diffa, mais au département nouvellement créé de Bosso.

### Insecurité
Bosso est le théâtre de plusieurs combats lors de l'insurrection de Boko Haram. La ville subit une première attaque de Boko Haram le 6 février 2015, repoussés par les militaires tchadiens et nigeriens. Une autre échoue le 30 mars. En revanche, le 5 juin 2016, la ville est envahie par les djihadistes.

## Population
Lors du recensement général de 2012, la population communale est relevée à 65 022 habitants, dont 2 210 habitants pour la localité chef-lieu. La commune est peuplée par les éthnies Fulbé et Mober.